# Úněticecultuur
De Úněticecultuur (Duits: Aunjetitzer Kultur) is een archeologische cultuur van de Centraal-Europese bronstijd, gedateerd op ongeveer 2300-1600 v. Chr.
Ze werd voorafgegaan door de laat-neolithische trechterbeker- en klokbeker-culturen en opgevolgd door de grafheuvelcultuur. Ze is genoemd naar de vindplaats Únětice ten noordwesten van Praag. Ze is geconcentreerd rond Tsjechië, Zuid- en Midden-Duitsland en het westen van Polen.

## Verspreiding
De cultuur beslaat twee fasen:
- 2300-1950 v.Chr.: driehoekige dolken, vlakbijlen, stenen polsbeschermers, vuursteen pijlpunten
- 1950-1700 v.Chr.: dolken met metalen gevest, randbijlen, stafdolken, pennen met geperforeerde bolvormige koppen, stevige armbanden[1]

Tijdens de vroege fase spreidde de Úněticecultuur zich van Thüringen, Saksen-Anhalten Saksen in Duitsland, Silezië in Polen, Tsjechië, zuidwestelijk Slowakije en Neder-Oostenrijk ten noorden van de Donau.
Tijdens de late fase heeft zij zich verder verspreid tot in het oosten van Nedersaksen, Brandenburg en Zuidwest-Polen. De vondsten in Mecklenburg-Voor-Pommeren zijn waarschijnlijk geïmporteerd.

## Únětice-complex
Er wordt wel gedacht dat verwante culturen in de regio deel uitmaakten van een algemene "Únětice traditie". Culturen van dit Únětice-complex omvatten:
- In het westen: Straubing-groep, Adlerbergcultuur en Singen-groep, de Neckar-Ries en Boven-Rijn-groep
- In het noordwesten: Sögel-Wohldegroep
- In het noorden en noordoosten: Iwno- en Grobia-groepen
- In het oosten: Hatvan en Nagyrév, Trzciniec- Mierzanowice- en Chlopice-Vesele-groepen.
- In het zuidoosten: Nitra- en Košťany-groepen, late Mad'arovce-groep
- In het zuiden: Unterwölbling- en Wieselburg-groepen, laat Böheimkirchen-Věteřov

In de aangrenzende gebieden van Noord-Duitsland, Nederland en Polen waren laat neolithische tradities (trechterbekers) nog steeds dominant, in Scandinavië werd nog steeds laat-touwbeker-keramiek geproduceerd.
De Únětice-groepen in Duitsland bestonden uit meerdere geïsoleerde gebieden. De vondsten geven aan dat deze met elkaar in verbinding stonden. Er is een geleidelijke verandering zichtbaar van het oosten, waar de vondsten vergelijkbaar zijn met de Oostenrijkse Unterwölbling-groep, naar het westen, met invloeden van het oudere gedeelte van de Franse Rhônecultuur.

## Bronsbewerking
In vergelijking met de omliggende culturen, waar de overgang naar de bronstijd zich aanvankelijk kenmerkt door gedreven koper welke slechts geleidelijk overgaat tot gegoten vormen, vindt men bij de Úněticer heel vroeg gegoten koper en arseen-bronzen voorwerpen, geleidelijk vervangen door tin-brons. De productie vond zowel volgens het verloren was-procedé alsook met meervoudig herbruikbare mallen plaats.
Het is nog niet duidelijk of in het Ertsgebergte, dat in het gebied van de Úněticecultuur ligt, al kopererts en het toen in Europa zeldzame tin werd gewonnen. Ook zout moet een belangrijke economische factor geweest zijn, waarbij de metaalrijkdom in het gebied van Halle in samenhang kan staan.
De cultuur wordt gekenmerkt door zijn karakteristieke metalen voorwerpen, waaronder lingots, torques, platte bijlen, platte driehoekige dolken, armbanden met spiraalvormige einden, pinnen met schijf- en spaanvormige koppen en gedraaide ringen, verspreid over een groot deel van Europa.
De lingots zijn te vinden in depots die meer dan zeshonderd stukken kunnen bevatten. Bijldepots komen ook veel voor, de schat van Dieskau bevatte 293 flensbijlen, die mogelijk ook als lingots gediend hebben.
Na ongeveer 2000 v.Chr. eindigt het gebruik van deze depots, dat pas wordt hervat in de urnenveldencultuur. De depots zijn geïnterpreteerd als een vorm van opslag door rondtrekkende bronsgieters of als rijkdom verborgen voor vijandelijke actie. Depots die hoofdzakelijk sieraden bevatten zijn typisch voor de Adlerberg-groep.
Archeologisch bewijs suggereert dat de Únětice-metaalindustrie zich vooral bezighield met het produceren van wapens en sieraden als statussymbool voor vooraanstaande personen, en niet zozeer voor algemeen huishoudelijk gebruik of voor de uitrusting van grote strijdkrachten. Zo vond men op de begraafplaats van Hofheim een man die was overleden aan een pijlschot, met de stenen pijlpunt nog in zijn arm.
De beroemde Hemelschijf van Nebra is toegeschreven aan de Úněticecultuur, vanwege de koperen dolken geassocieerd met de vondst.
Belangrijke depotvondsten zijn:
- Dieskau, Saksen-Anhalt.
- Melz, Mecklenburg-Voor-Pommeren. 2400-1900 voor Christus
- Kyhna, Saksen.
- Bennewitz, Saksen.
- Guben-Bresinchen, Brandenburg. ongeveer 1700 voor Christus

## Graven
Grafvelden bevinden zich onder andere in Nohra, Großbrembach en Unterhautzenthal (Neder-Oostenrijk). Begraven werd in vlakke graven met gebogen benen en armen, op de zijde liggend, zuid-noord of noordoost-zuidwest gericht. Mannen zijn meestal begraven op de linkerzijde, vrouwen op de rechterzijde.
Sommige groepen gebruikten uitgeholde boomstammen (boomkisten) voor de begrafenis. Steengraven zijn ook gevonden, voornamelijk in het westelijke deel van het Úněticegebied (Boven-Rijn-, Singen- en Ries-groepen). Mannen werden vaak begraven met driehoekige koperen dolken, vuurstenen pijlpunten, stenen polsbeschermers en kommen van klei. Vrouwelijke grafgiften zijn beender- of koperen pennen, beender-armringen, armbanden met spiraaluiteinden en ringen.
De grootste begraafplaats in Duitsland is in Singen, waar 96 graven zijn gevonden. De Remseck-Aldingenbegraafplaats van de Neckar-groep bestaat uit 34 graven.
Sommige "vorstengraven", gedateerd tussen 2000 en 1800 v.Chr. (14 grafheuvels in Łeki Małe, Leubingen en Helmsdorf bij Mansfeld in Saksen-Anhalt), wijzen op een sociaal gelaagde maatschappij. Het graf in Leubingen werd bedekt door een tumulus die nu nog 8,5 m hoog is. Het bevatte een tentvormige houten kamer, twee graven en gouden grafgiften.
De bekendste vondsten komen uit de grafheuvel van Leubingen (Thüringen), het graf van Helmsdorf, het graf van Dieskau en het graf van Łęki Małe. De eerste twee grafheuvels, elk 34 meter in diameter, werden dendrochronologisch gedateerd: Leubingen 1942 (± 10) v.Chr., Helmsdorf 1840 (± 60) v.Chr.

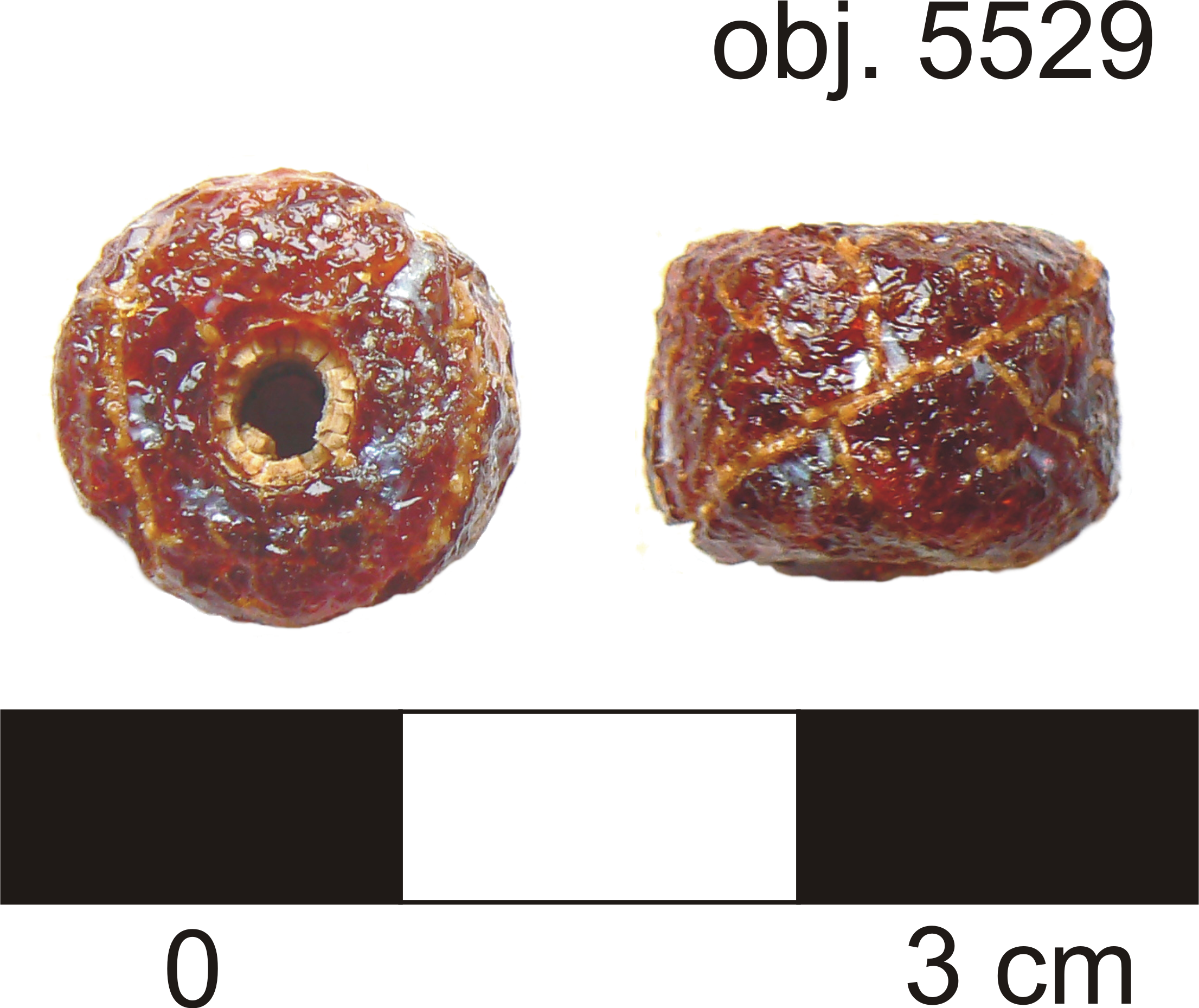
Barnstenen kraal
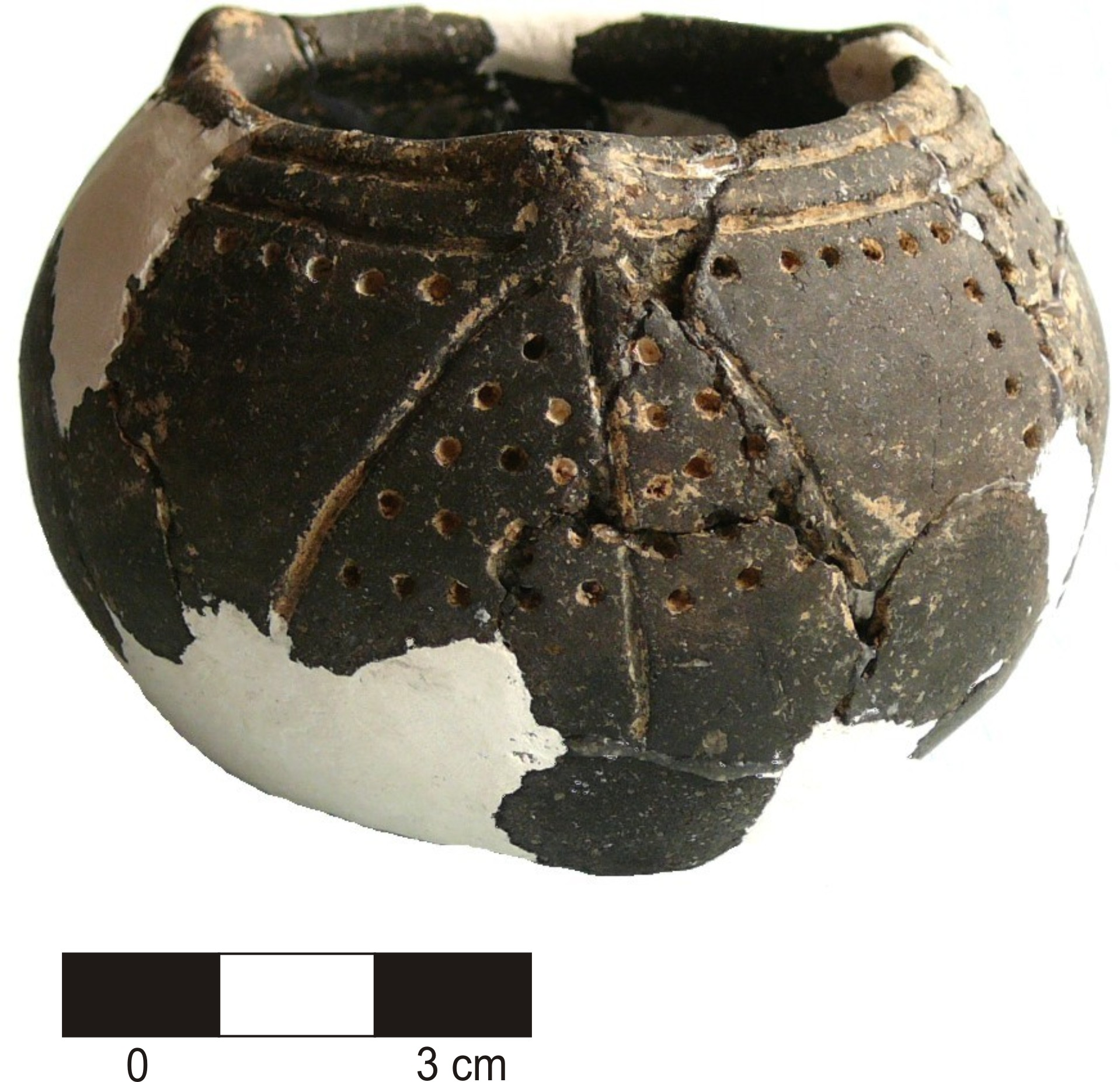
Versierde miniatuur urn
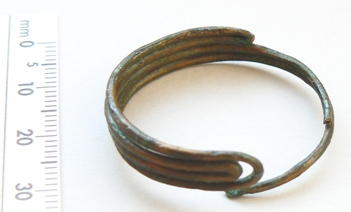
Bronzen oorbellen
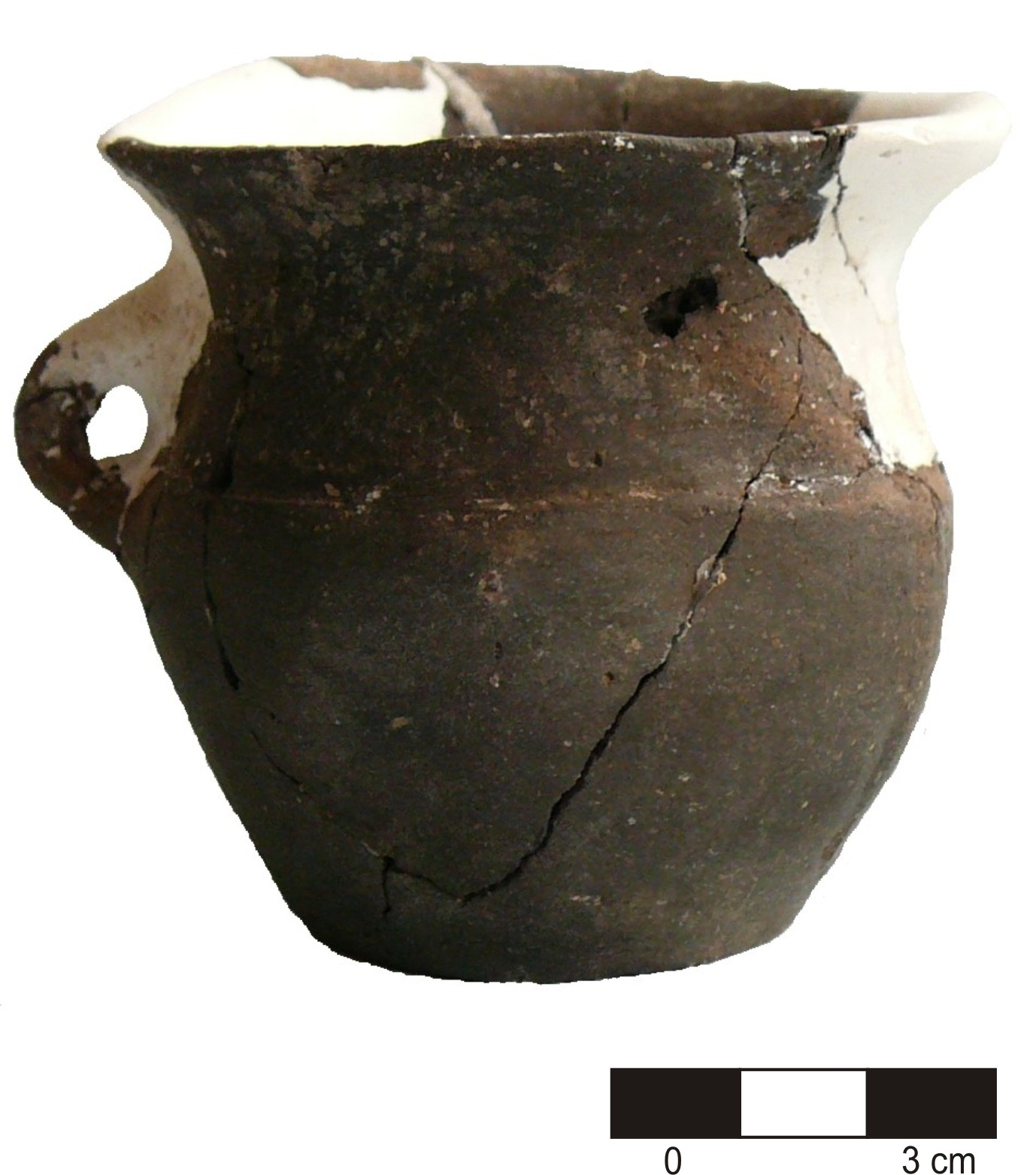
Miniatuur mok

## Handel
De Úněticecultuur had handelsbetrekkingen met de Britse Wessexcultuur. Únětice metaalsmeden gebruikten voornamelijk zuiver koper. De productie van brons, d.w.z. legeringen van koper met arseen, antimoon en tin, werd pas gemeengoed in de erop volgende periodes. Een uitzondering is de begraafplaats van Singen, die een aantal dolken met een hoog tingehalte bevatte (tot 9%). Mogelijk zijn deze in Bretagne geproduceerd, waar een aantal rijke graven uit deze periode zijn gevonden. Tin uit Ierland werd ook op grote schaal verhandeld: in Butzbach (Hessen) is een gouden lunula van Iers ontwerp gevonden. Barnsteen werd ook verhandeld, naast Oostzee-barnsteen mogelijk ook uit lokale fossiele vondsten.

## Nederzettingen
Onder de nederzettingen bevonden zich zogenaamde paalwoningen bijvoorbeeld in de Federsee bij Bad Buchau. Het hout van de palissade is dendrochronologisch gedateerd op 1767-1759 v.Chr. De huizen maten tot 8 bij 4 meter. In Zuid-Duitsland (Eching, Poing en Straubing-Oberau in Beieren) zijn tweebeukige langhuizen van tot 50 m lang en 5 m breed gevonden.
Ook kenmerkend zijn de in graven gevonden kommetjes van klei, in het bijzonder bij de Adlerberg-groep. Zij wijzen op banden met de trechterbekercultuur, evenals de beenderen knopen met V-vormige perforatie, stenen polsbeschermers en pijlpunten.

## Taal
Net als bij de zogenaamde snoerkeramiek wijken ook de dragers van de Úněticecultuur fysiek niet significant af van de huidige bevolking van Centraal-Europa. Sommige taalkundigen gaan ervan uit dat beide culturen Indo-Europese talen spraken. Dit wordt met name verondersteld omdat de Indo-Europese dialecten zich wegens etymologisch overeenstemmende riviernamen in grote delen van Centraal-Europa (Oud-Europese hydronymie) zich uiterlijk in het derde millennium v.Chr. in Centraal-Europa verspreid moeten hebben. Dit zou gelijktijdig zijn met de verspreiding van bronsproductie in Centraal-Europa, die wegens het Indo-Europese woord *ayos (= koper, brons: zie Latijn aes en Nederlands erts) ook aan Indo-Europees sprekende groepen wordt toegeschreven. Volgens sommigen zou uit de zuidelijke groep van de Úněticecultuur (ten zuiden van Ertsgebergte en Sudeten) de Italo-Keltische talen voortgekomen zijn, terwijl de noordelijk daarvan wonende groepen Protogermaanse talen spraken.